# Oblężenie Dżalalabadu
Oblężenie Dżalalabadu – oblężenie, które miało miejsce podczas I wojny brytyjsko-afgańskiej. Udana obrona twierdzy Dżalalabad w północno-wschodnim Afganistanie przez brytyjski garnizon przed zbuntowanymi Afgańczykami.
Dowódcą brytyjskiego garnizonu był brygadier Robert Henry Sale, który znajdował się w szeregach Armii Indusu, kiedy ta w 1839 r. wkroczyła do Afganistanu, zdobyła Kabul i osadziła na tronie Szuję Szaha. W ciągu następnych lat nieudolna polityka Brytyjczyków wobec miejscowej ludności doprowadziła do powstania. W październiku brygada Sale'a, która skończyła służbę w Afganistanie, w składzie 13 pułku piechoty, 35 bengalskiego pułku piechoty, 1 szwadronu kawalerii Skinnera, saperów Szui Szaha i artylerii została wysłana do Peszawaru, gdzie miała oczekiwać zmienników. Po drodze została jednak zaatakowana przez Afgańczyków. 12 listopada oddziały Sale'a (który pozostawił w Kabulu swoją żonę i córkę) zajęły Dżalalabad.
Fortyfikacje miasta były w złym stanie, ale saperzy kapitana George’a Broadfoota natychmiast przystąpili do ich odbudowy. Afgańczycy niepokoili ich ostrzałem z okolicznych wzgórz, ale zostali z nich wyparci 15 listopada. Wówczas przystąpili oni do oblężenia fortecy, jednak 1 grudnia odrzucił ich niespodziewany wypad 35 pułku bengalskiego pułkownika Dennie'ego. W kolejnych tygodniach natężenie walk zmalało. 12 stycznia 1842 r. do Dżalalabadu dotarła wieść, że garnizon Kabulu pod dowództwem generała Elphinstone’a opuścił Kabul i wycofuje się w kierunku Dżalalabadu. Po południu 13 stycznia z murów fortecy zauważono samotnego jeźdźca. Okazało się, że jest to dr William Brydon, który przywiózł wieści o masakrze Armii Indusu.
Wkrótce potem nadeszły wieści od Szui Szaha, w których domagał się od Brytyjczyków opuszczenia Dżalalabadu i przekazania miasta afgańskiemu gubernatorowi. Sale zwołał radę wojenną, aby zadecydować o dalszych posunięciach. Sale i jego szef sztabu, major Macgregor, opowiadali się za opuszczeniem miasta i odwrotem do Indii. Jednak Broadfoot, dowódca artylerii kapitan Oldfield i kapitan Havelock opowiadali się za pozostaniem w twierdzy. 12 lutego nadeszły kolejne ponaglenia z Kabulu, ale tym razem wszyscy oficerowie jednomyślnie je odrzucili. Umocniła ich w tym postanowieniu wiadomość od generała George’a Pollocka, który stanął na czele tzw. „Armii Retrybucyjnej”, że przy pierwszej sposobności przybędzie z odsieczą.
W czasie wymiany korespondencji z Szują Szahem saperzy Broadfoota pracowali nad wzmocnieniem fortyfikacji Dżalalabadu. Część fortyfikacji zniszczyło trzęsienie ziemi z 19 lutego, ale pod kierownictwem Broadfoota szybko naprawiono szkody. Tymczasem do miasta zbliżały się główne siły afgańskie pod dowództwem Akbara Chana, które wkrótce szczelnie otoczyły miasto. 11 marca pułkownik Dennie zorganizował kolejny wypad poza mury i zagarnął pasące się w pobliżu stado 500 owiec.
Na początku kwietnia Afgańczycy rozpoczęli ostrzał twierdzy. Jednocześnie do garnizonu dotarły pogłoski, jakoby generał Pollock zrezygnował z odsieczy. Sale postanowił postawić wszystko na jedną kartę. 7 kwietnia 13 pułk piechoty i 35 pułk bengalski, uformowane w trzy kolumny dowodzone przez pułkownika Dennie'ego, kapitana Havelocka i kapitana Monteatha, wyszły z twierdzy przez bramę kabulską i skierowały się na obóz Afgańczyków. Dennie zginął podczas ataku na położony na trasie marszu stary fort. Ciężkie straty poniosła też jego kolumna. Wkrótce dołączyła ona do oddziału Havelocka i Monteatha i Brytyjczycy ponownie ruszyli na obóz. Wsparcia udzieliła im artyleria. Brytyjskie kolumny wkroczyły do obozu, zagarniając broń, konie i zaopatrzenie. O świcie 8 kwietnia Afgańczycy uszli w kierunku Kabulu. Brytyjczycy tryumfalnie weszli do Dżalalabadu.
13 kwietnia do Dżalalabadu przybyła Armia Retrybucyjna generała Pollocka. Przywitała ich orkiestra 13 pułku, która zagrała starą szkocką piosenkę Oh but you’ve been a lang time acoming. Wkrótce wojska Pollocka wzmocnione garnizonem Dżalalabadu ruszyły na Kabul. 15 września pokonały wojska Akbara Chana, a następnie zajęły i zniszczyły miasto. Wtedy też brygadier Sale odzyskał z afgańskiej niewoli swoją żonę i córkę.
Za postawę pod Dżalalabadem brygadier Sale otrzymał Order Łaźni i podziękowania od parlamentu. Bohaterami zostali także żołnierze 13 pułku piechoty. Kiedy w drodze powrotnej do Wielkiej Brytanii regiment maszerował przez Indie, każdy garnizon oddawał na jego cześć 10 salw armatnich. Honorowy patronat nad jednostką objął książę-małżonek.